# Xã Montgomery, Quận Wright, Missouri
Xã Montgomery (tiếng Anh: Montgomery Township) là một xã thuộc quận Wright, tiểu bang Missouri, Hoa Kỳ. Năm 2010, dân số của xã này là 548 người.